# Hyperbatus sternoxanthus
Hyperbatus sternoxanthus är en stekelart som först beskrevs av Johann Ludwig Christian Gravenhorst 1829.  Hyperbatus sternoxanthus ingår i släktet Hyperbatus och familjen brokparasitsteklar. Arten är reproducerande i Sverige. Inga underarter finns listade i Catalogue of Life.